# Kalterherberg
Kalterherberg is een plaats in de Duitse gemeente Monschau, deelstaat Noordrijn-Westfalen, en telt 2432 inwoners (2006).

## Bezienswaardigheden
- Sint-Lambertuskerk

Stedenregio Aken · Regierungsbezirk Keulen · Noordrijn-Westfalen